# Majic
Majic (reso graficamente anche come M.A.J.I.C. o m.a.j.i.c.) è un film del 2019 diretto da Erin Berry con Paula Brancati, Richard Fitzpatrick, Anand Rajaram e Michael Seater.

## Trama
Washington, vigilia delle elezioni presidenziali del 2008. 
Nel tentativo di sfatare i miti sull'esistenza degli alieni, Peppa Bernwood, una scettica video blogger anticospirazionista, incontra Anderson, un anziano uomo che sostiene di aver lavorato per il leggendario Majestic 12 (o Majic), un'agenzia segreta di spionaggio degli Stati Uniti, creata dopo l'incidente UFO a Roswell, nel Nuovo Messico, nel 1947. 
Man mano che procede nella sua indagine alla ricerca della verità, Bernwood inizia a soffrire di amnesie che, secondo il complottista Fishburne, sono frutto di ripetuti rapimenti alieni. 
Nel frattempo Eastman, il manager di Bernwood, le sta col fiato sul collo affinché lei accetti di sponsorizzare un nuovo farmaco simile a una droga, dietro cospicuo compenso. 
Aiutata dalle rivelazioni della signora Truckspoor, Bernwood comincia a rendersi conto anche di paradossi temporali che sta vivendo e di avvenimenti storici alterati. 
Cercando di capire se è effettivamente finita in una linea temporale alternativa, se è sotto l'effetto del farmaco del suo manager somministratole a sua insaputa, o se è stata realmente vittima di rapimenti alieni, Bernwood registra ogni sviluppo della sua indagine, arrivando sempre più vicina a scoprire il segreto dietro Majestic 12.

## Produzione
L'idea per il film venne al regista Erin Berry mentre lavorava alla terza stagione della serie Netflix Slasher.
Il progetto nacque originariamente come pilot per una serie televisiva, per poi virare verso un film low-budget. A quel punto Erin Berry venne contattato da un produttore che lo convinse a investire di più e rendere il progetto realmente una serie televisiva, tuttavia all'ultimo si tirò indietro. Così il regista tornò definitivamente sull'idea di farne un film, ma con budget più alto.
Inizialmente il protagonista doveva essere un uomo brizzolato di mezza età, ma poi il regista pensò che non ci sono molte protagoniste donne nel genere fantascientifico, per cui decise di sostituire il personaggio principale con Peppa Bernwood.

## Promozione
Il trailer originale del film è stato pubblicato il 23 aprile 2019 in occasione della première al Sci-Fi London Film Festival. Il film è stato poi presentato a diversi festival internazionali, quali il NYC Independent Film Festival e il Berlin Sci-Fi Film Fest.
Il trailer del film in italiano è stato pubblicato il 25 aprile 2024.

## Distribuzione
Il film è uscito in Italia il 19 giugno 2024, su distribuzione Underground Distribution. Presente all'anteprima italiana del film anche il cast dei doppiatori.

## Accoglienza
Il film è stato generalmente ben accolto da pubblico e critica.

## Riconoscimenti
- 2019 - Berlin Sci-Fi Film Festival [6]
  - Miglior film sci-fi
- 2019 - NYC Independent Film Festival[6]
  - Selezione ufficiale
- 2019 - Sci-Fi London Film Festival[6]
  - Selezione ufficiale
- 2019 - Nevermore Film Festival[6]
  - Selezione ufficiale
- 2019 - Toronto Blood In The Snow Film Festival[6]
  - Selezione ufficiale
- 2020 - PHILIP K. DICK FilmFest NYC[6]
  - Miglior film indipendente